# Comuna Polîveane, Mirhorod
Polîveane (în ucraineană Полив'яне) este o comună în raionul Mirhorod, regiunea Poltava, Ucraina, formată din satele Ivașcenkî, Kupivșciîna, Polîveane (reședința) și Radcenkî.

## Demografie
Componența lingvistică a comunei Polîveane
     Ucraineană (97,41%)
     Rusă (2,07%)
     Alte limbi (0,52%)
Conform recensământului din 2001, majoritatea populației comunei Polîveane era vorbitoare de ucraineană (97,41%), existând în minoritate și vorbitori de rusă (2,07%).